# 半黑峰
半黑峰（英語：Half Black Peak），是南極洲的山峰，位於維多利亞地的彭內爾海岸，處於埃迪森山東北面4公里，屬於鮑爾斯山脈中蘭特曼山脈的一部分，海拔高度超過2,000米，現時由南極條約體系管理。